# Claudio Piccoli
Claudio Piccoli (Montagnana, 29 marzo 1958) è un fumettista italiano.

## Carriera
Dopo essersi trasferito a Milano per motivi di studi, viene arruolato nello studio di Giuseppe Montanari. Qui inizia a inchiostrare tavole per la Ediperiodici e successivamente lavora anche per le testate Skorpio e Lanciostory, impegno che lo vede attivo tra il 1979 ed il 1986. L'anno successivo torna a collaborare con la Ediperiodici, ma questa volta nelle vesti di matitista: le chine delle sue tavole vengono infatti affidate a Montanari.
Nel 1990 inizia a lavorare sulle pagine di Tiramolla e due anni dopo, alla chiusura della testata, passa a collaborare prima con Il Corrierino e poi con Il Giornalino (1994). Nello stesso anno entra nel team di disegnatori di Martin Mystère della Sergio Bonelli Editore di cui disegna due storie; poi tra il 1996 e il 1997 lavora solo per Il Giornalino. Nel 1998 fa però ritorno alla Bonelli disegnando una storia di Napoleone ed esce dallo studio di Montanari. Nel 1999 disegna una storia di Nick Raider e poi passa nello staff di disegnatori di Julia, serie per cui lavora ancora attualmente.